# Herrère
Herrère – miejscowość i gmina we Francji, w regionie Nowa Akwitania, w departamencie Pireneje Atlantyckie.
Według danych na rok 1990 gminę zamieszkiwały 374 osoby, a gęstość zaludnienia wynosiła 42 osób/km² (wśród 2290 gmin Akwitanii Herrère plasuje się na 815. miejscu pod względem liczby ludności, natomiast pod względem powierzchni na miejscu 1142.).